# Célula solar
Lados frontal (esquerda) e traseiro 
(direita) de uma célula solar de silício.
Uma célula solar ou célula fotovoltaica é um dispositivo elétrico de estado sólido capaz de converter a luz proveniente do Sol (energia solar) diretamente em energia elétrica por intermédio do efeito fotovoltaico.
As células fotovoltaicas são utilizadas em conjunto (36, 60 ou 72 células ligadas em série) para formar os módulos fotovoltaicos. A energia gerada pelos módulos fotovoltaicos é chamada energia solar fotovoltaica.

## História

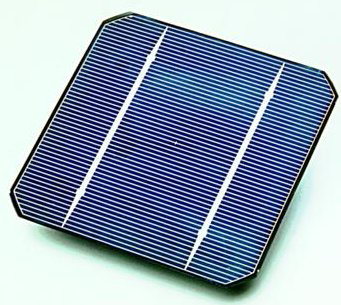
Célula fotovoltaica de silício.

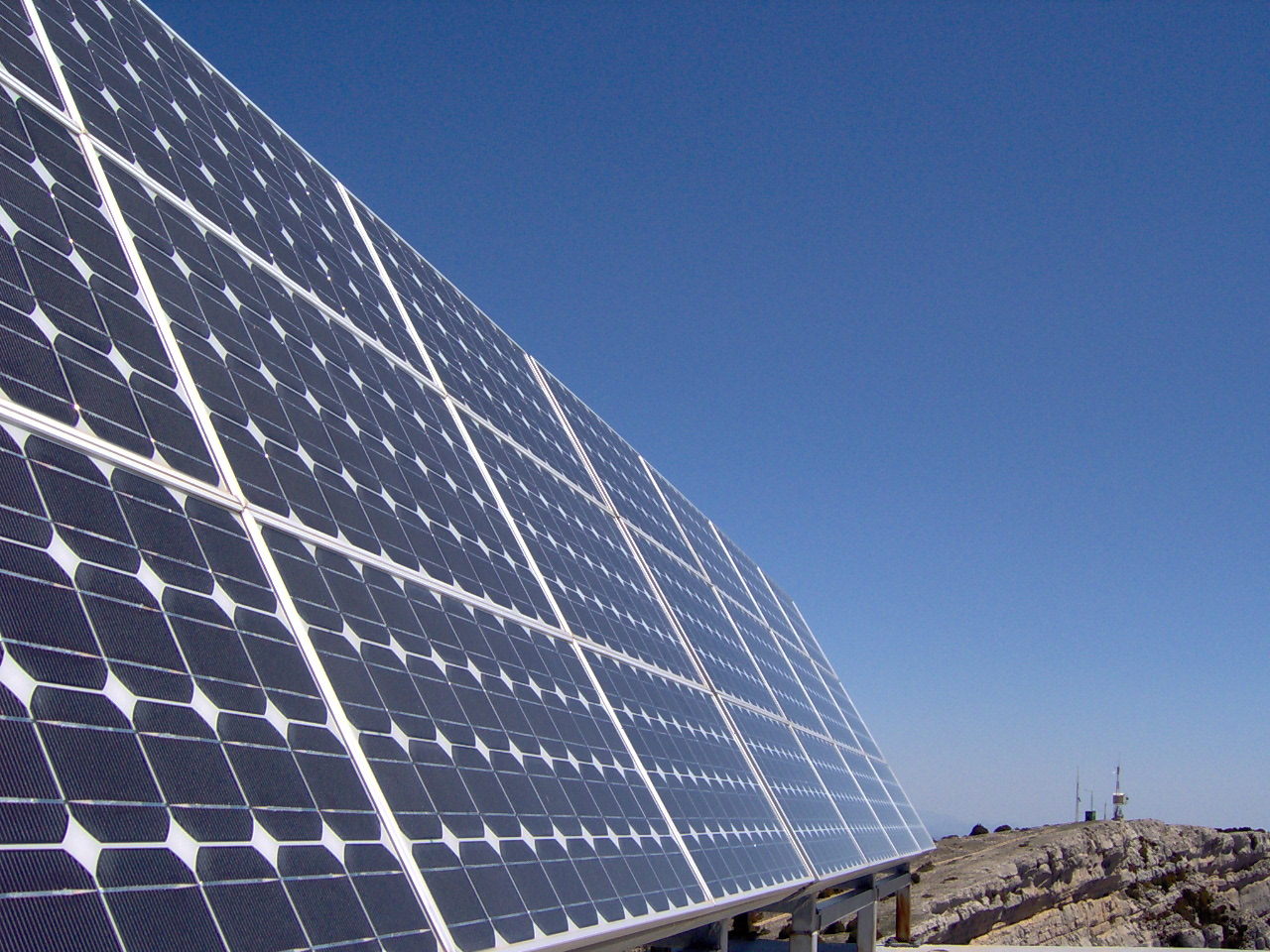
Módulos fotovoltaicos formando um Painel.

O efeito fotovoltaico foi primeiro demonstrado experimentalmente pelo físico francês Alexandre Edmond Becquerel. Em 1839, aos 19 anos, experimentando no laboratório de seu pai, ele construiu a primeira célula fotovoltaica do mundo. Willoughby Smith descreveu pela primeira vez o "Efeito da Luz em selênio durante a passagem de uma corrente elétrica", em um artigo científico que foi publicado no dia 20 de fevereiro de 1873 da revista Nature. Contudo, só em 1883 foram construídas as primeiras células fotovoltaicas, por Charles Fritts, que cobriu o selênio semicondutor com uma camada extremamente fina de ouro de modo a formar junções. O dispositivo teve apenas cerca de 1% de eficiência.

## Eficiência
Atualmente, as células fotovoltaicas apresentam eficiência de conversão da ordem de 16%. Existem células fotovoltaicas com eficiências de até 28%, fabricadas de arseneto de gálio, mas o seu alto custo limita a produção dessas células solares para o uso da indústria espacial. A densidade média do fluxo energético proveniente da radiação solar é de 1 367 W/m2, no entanto ao chegar na superfície terrestre, esse valor cai para uma média de 342 W/m 2  que é correspondente a 1/4 da constante solar, fenômeno este denominado insolação terrestre.

### Células solares noturnas
Um conceito fotovoltaico alternativo pode gerar até 50 watts de energia por metro quadrado em condições ideais à noite, cerca de um quarto do que um painel solar convencional pode gerar durante o dia. O processo é semelhante ao modo como uma célula solar normal funciona, mas ao contrário. Um objeto que é quente em comparação com o ambiente ao redor irradia calor como luz infravermelha. Uma célula solar convencional é fria em comparação com o sol, portanto absorve luz.

## Impacto ambiental
As células solares quando dispostas em módulos fotovoltaicos não produzem nenhum tipo de resíduo prejudicial ao meio ambiente, portanto, é considerada uma forma de produção de energia ecologicamente correta. Porém, há considerações a se fazer, pois no processo de fabricação das células solares há um dano considerável ao meio ambiente devido ao tipo de energia empregada na fábricas. Entretanto, as emissões de resíduos na fabricação dos módulos é compensada em pouco tempo, sendo assim, os módulos são boas fontes de energia para o meio ambiente se comparadas com outros tipos de fontes geradoras de energia, como usinas hidrelétricas, termoelétricas, etc.

## Principais tipos de células fotovoltaicas

Produção anual de células fotovoltaicas

A primeira geração de células fotovoltaicas é constituída pelas células de silício cristalino. As células consistem de uma lâmina de silício na qual é formada uma junção PN diodo de junção, capaz de gerar energia elétrica utilizável a partir de fontes de luz com os comprimentos de onda da luz solar. A primeira geração de células constitui a tecnologia dominante em termos de produção comercial, representando mais de 80% do mercado mundial.
A segunda geração de materiais fotovoltaicos está baseada no uso de filmes finos de semicondutores. A vantagem  de utilizar estes filmes é a de reduzir a quantidade de materiais necessárias para as produzir, bem como de custos. Existem diferentes tecnologias e materiais semicondutores em investigação ou em produção de massa, como o silício amorfo, silício policristalino ou microcristalino, telureto de cádmio e  célula solar CIGS. Tipicamente, as eficiências das células solares de filme fino são baixas quando comparadas com as células tradicionais de silício cristalino, mas os custos de manufatura são também mais baixos, pelo que se pode atingir um preço de instalação mais reduzido por watt. Outra vantagem da reduzida massa é o menor suporte necessário quando se colocam os painéis nos telhados e permite arrumá-los e dispô-los em materiais flexíveis, como os têxteis, plásticos ou integração direta nos edifícios.
A terceira geração fotovoltaica é muito diferente das duas anteriores, definida por utilizar semicondutores que dependam da junção p-n para separar partículas carregadas por fotogestão. Estes novos dispositivos incluem células fotoeletroquímicas e  células de nanocristais.
Abaixo seguem as principais tecnologias de fabricação de células fotoelétricas utilizadas atualmente.
- Silício cristalino (c-Si) - É a tecnologia mais empregada no mercado atualmente, com uma participação de 95% do mercado de células fotoelétricas. Atualmente apresenta um rendimento de 15 a 21% em suas células; painéis solares feitos de células de silício cristalino tem rendimento de 13 a 17%;

- Silício amorfo (a-Si) - Participação de cerca de 3,7% do mercado de células fotoelétricas, tem rendimento de cerca de 7%;

- CIGS Nome comercial para células de filme fino fabricadas com Cu(In,Ga)Se2. Participação de 0,2% do mercado de células fotoelétricas e rendimento de 13%. Atualmente sofre problemas com o abastecimento de índio para sua produção, visto que 75% de todo o consumo do material no mundo se dá na fabricação de monitores de tela plana, como LCDs e monitores de plasma;

- Arsenieto de gálio (GaAs) - Atualmente é a tecnologia mais eficiente empregada em células solares, com rendimento de 28%. Porém, seu custo de fabricação é extremamente alto, tornando-se proibitivo para produção comercial, sendo usado apenas em painéis solares de satélites artificiais (satélites de energia solar);

- Telureto de cádmio (CdTe) - Participação de 1,1% do mercado de células fotoelétricas, é uma tecnologia que emprega filmes finos de telureto de cádmio. Apresenta pouco apelo comercial devida à alta toxicidade do cádmio.

## Tabela custo
| 20 Anos 4%    | 2 400 kWh | 2 200 kWh | 2 000 kWh | 1 800 kWh | 1 600 kWh | 1 400 kWh | 1 200 kWh | 1 000 kWh | 800 kWh |
| ------------- | --------- | --------- | --------- | --------- | --------- | --------- | --------- | --------- | ------- |
| 200 $ / kWp   | 0,7       | 0,9       | 1,0       | 1,1       | 1,3       | 1,4       | 1,7       | 2,0       | 2,5     |
| 600 $ / kWp   | 2,5       | 2,7       | 3,0       | 3,3       | 3,8       | 4,3       | 5,0       | 6,0       | 7,5     |
| 1 000 $ / kWp | 4,2       | 4,5       | 5,0       | 5,6       | 6,3       | 7,1       | 8,3       | 10,0      | 12,5    |
| 1 400 $ / kWp | 5,8       | 6,4       | 7,0       | 7,8       | 8,8       | 10,0      | 11,7      | 14,0      | 17,5    |
| 1 800 $ / kWp | 7,5       | 8,2       | 9,0       | 10,0      | 11,3      | 12,9      | 15,0      | 18,0      | 22,5    |
| 2 200 $ / kWp | 9,2       | 10,0      | 11,0      | 12,2      | 13,8      | 15,7      | 18,3      | 22,0      | 27,5    |
| 2 600 $ / kWp | 10,8      | 11,8      | 13,0      | 14,4      | 16,3      | 18,6      | 21,7      | 26,0      | 32,5    |
| 3 000 $ / kWp | 12,5      | 13,6      | 15,0      | 16,7      | 18,8      | 21,4      | 25,0      | 30,0      | 37,5    |
| 3 400 $ / kWp | 14,2      | 15,5      | 17,0      | 18,9      | 21,3      | 24,3      | 28,3      | 34,0      | 42,5    |
| 3 800 $ / kWp | 15,8      | 17,3      | 19,0      | 21,1      | 23,8      | 27,1      | 31,7      | 38,0      | 47,5    |
| 4 200 $ / kWp | 17,5      | 19,1      | 21,0      | 23,3      | 26,3      | 30,0      | 35,0      | 42,0      | 52,5    |
| 4 600 $ / kWp | 19,2      | 20,9      | 23,0      | 25,6      | 28,75     | 32,9      | 38,3      | 46,0      | 57,5    |
| 5 000 $ / kWp | 20,8      | 22,7      | 25,0      | 27,8      | 31,3      | 35,7      | 41,7      | 50,0      | 62,5    |